# Archichlora stellicincta
Archichlora stellicincta là một loài bướm đêm trong họ Geometridae.